# Sentiero attrezzato Giordano Bertotti
Il sentiero attrezzato Bertotti o sentiero della Croce del Chegùl è una via ferrata che si trova lungo una delle vie che conducono alla Marzola, una cima a est della città di Trento, in provincia di Trento.

## Descrizione

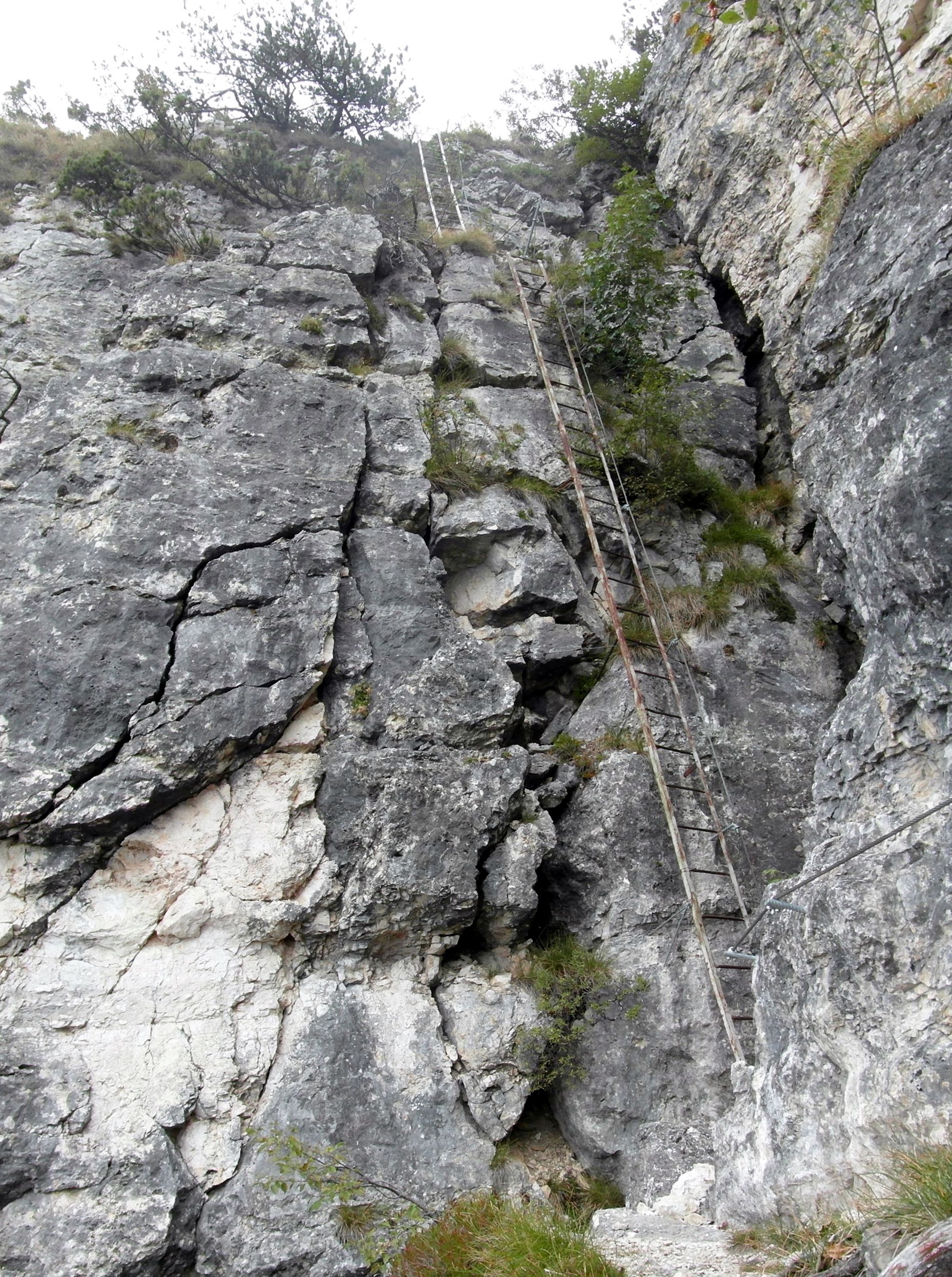
Le due scale metalliche

Punto di partenza preferito è il passo del Cimirlo (734 m) raggiungibile sia in macchina che con la linea urbana n. 5.
Si procede lungo la strada che porta al rifugio Marzola, dopo circa 1,5 chilometri si arriva alla località Colmo, punto di deviazione per il sentiero n. 418. Questo, fin dal suo inizio, è ben ripido, salendo a zig-zag lungo il bosco. Il primo tratto attrezzato si ha non appena il bosco inizia a diradarsi; alcuni cordini d'acciaio e due scale metalliche fanno risalire brevemente la roccia fino all'arrivo alla croce sul monte Chegùl. Dietro a questa si trova un piccolo ponticello che dà su un burrone denominato Bus del Vènt, dove il 23 ottobre 1898 morì lo studente trentino ventenne Antonio Zacchia.